# Spare (bowling)
Au bowling, un spare (réserve au Québec) est un terme qui veut dire que les 10 quilles ont été renversées en deux coups. Il est aussi appelé demi-strike à cause de cette raison. Sur le tableau des points, un spare est noté / et rapporte 10 points + le nombre de quilles renversées au lancer suivant.

## Score

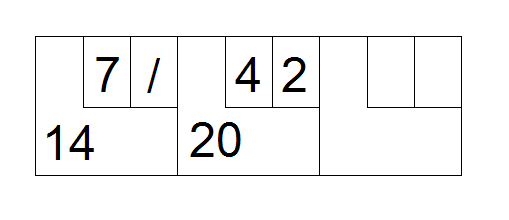
Une feuille de score montrant comment se décompte les points lors d'un spare.

Un exemple de notation du score est indiqué sur l'image à droite.
Case 1, boule 1 : 7 quilles
Case 1, boule 2 : 3 quilles (spare)
Case 2, boule 1 : 4 quilles
Case 2, boule 2 : 2 quilles
Le score total pour ces trois deux cases est : 7 + 3 + 4 (bonus) + 4 + 2 = 20, et le score pour la case 1 est 14.
Si le joueur réalise un spare lors de la dernière case, une boule supplémentaire lui est accordée pour déterminer le bonus.